# 기독교의 본질
⟪기독교의 본질⟫(Das Wesen des Christentums)은 독일의 유물론자인 포이어바흐가 1841년에 출판한 책이다. 포이어바흐는 당초 이 책을 익명으로 출판할 계획이었으나 출판자이며 친구인 비간트의 반대로 결국 1841년 봄에 이름을 밝히고 출판했다. 그가 이 저서에서 의도한 바는 무엇보다도 종교와 신학의 비밀을 폭로함으로써 그리스도교에 대한 비판을 철저하게 전개하는 일이다. 본질적으로 유물론적인 예리한 그리스도교 비판으로 일관한 이 저서는 당시의 독일 헤겔 철학에도 만족하지 않았던 사람들(특히 헤겔 좌파의 사람들)에게 압도적인 영향을 주었다. 젊은 마르크스와 엥겔스도 한때는 열광적인 포이어바흐주의자였다.
포이어바흐에 따르면 신이란 이상화된 인간 이외의 어느 것도 아니다. 때문에 신을 안다는 것은 인간이 자기 자신의 본질을 아는 것에 불과하다. 이리하여 포이어바흐는 맨 먼저 천상에 있는 신을 지상으로 끌어내렸으며, 인간의 자기소외(自己疏外)=자기상실(自己喪失)을 지적하였다. 즉 인간은 종교 속에서 자기가 만들어 낸 신의 노예가 되어 자기 자신을 완전히 잃어버렸다고 하였다. 다시 말하여 인간이 자기의 본질(인간다움)을 대상화함으로써 생겨난 신이 더욱더 인간적이고 또 적극적일수록 개개의 인간은 점점 더 동물적이고 소극적인 존재로 왜소화되어 가는 것이다. 때문에 인간에게 있어 중요한 것은 종교 속에서 잃고 있는 자기, 즉 인간성을 회복하는 것이라고 하였다. 그러기 위해서는 그리스도교의 본질이 인간의 본질임을 자각하고 신학을 인간학으로 개조하지 않으면 안 된다. 그리하여 신이 아니고 인간이야말로 종교의 중심에 두어야 한다면서 현실적 인간학(인간에 있어서 인간만이 최고의 존재이다)으로 다가갔던 것이다.

## 같이 보기
- 마르크스주의 소외론